# Gustaf Tenggren
Gustaf Tenggren, né le 3 novembre 1896 à Magda près de Alingsås au Sud-Ouest de la Suède - mort le 9 avril 1970, Dogfish Head, Maine, est un illustrateur suédois, connu pour ses activités aux Studios Disney.

## Biographie
Gustaf Tenggren acquiert dès son enfance une éducation artistique grâce à son père peintre décorateur et son grand-père sculpteur sur bois. Il rend à Göteborg pour suivre une formation à l'école d'art Valand. À 21 ans, il publie ses premières illustrations de contes de fées.
En 1920, il part rejoindre ses deux sœurs aînées aux États-Unis et s'installe avec elles à Cleveland. Dans cette ville, il trouve un travail dans un studio de photographie avant d'obtenir un poste d'illustrateur au Cleveland Plain Dealer et de dessinateur de mode pour un grand magasin et en parallèle il parvient à participer à plusieurs expositions.
En 1927, le livre Small Fry and The Winged Horse est publié, c'est une histoire écrite par Ruth Campbelle et illustrée par Tenggren.
En 1936, Tenggren déménage en Californie et est engagé par Walt Disney comme directeur artistique,. Son travail au studio Disney est essentiellement axé sur des études préparatoires et pour cette raison, il est rarement présent dans les génériques des films, ce qui est pour Pierre Lambert « assez incroyable ».
Parmi ses œuvres chez Disney on peut citer :
- des dessins et aquarelles pour Le Petit Indien et Le Vieux Moulin
- l'étude de la fuite de Blanche-Neige dans la forêt et celle de la sorcière poursuivie par les nains dans Blanche-Neige et les Sept Nains ainsi que différente propositions d'affiches
- des dizaines d'aquarelles et d'esquisses pour fournir aux animateurs l'ambiance de Pinocchio
- l'affiche du film Pinocchio[2]
- des études pour la séquence d'Une Nuit sur le Mont Chauve dans Fantasia
- des études de forêt pour Bambi

Il quitte le studio en 1939 pendant la préparation de Bambi mais poursuit sa carrière d'illustrateur avec 28 ouvrages publiés entre 1942 et 1962 par Golden Books. Il déménage à Dogfish Head dans le Maine et consacre les dernières années de sa vie à la peinture.

## Filmographie
- 1937 : Le Petit Indien
- 1937 : Le Vieux Moulin
- 1937 : Blanche-Neige et les Sept Nains
- 1940 Vo 1946 VF Pinocchio

## Publications en français
- 1949 : Pouf-Patapouf l'éléphant, 	Katherine et Byron Jackson, Éditions Cocorico, collection « Un Petit livre d'Or », no 5; réédition: 1963, Éditions des Deux coqs d'or, no 229; réédition: 1970, no 312
- 1949 : Le Petit Chat timide, Cathleen Schurr,	Éditions Cocorico, collection « Un Petit livre d'Or », no 10; rééditions: 1955, collection « Un Petit livre d'Argent », no 18; 1961, Éditions des Deux coqs d'or, collection « Un Petit livre d'Or »,no 196; 1969, no 295
- 1950 : Le Petit Trappeur, Katherine Jackson, Éditions Cocorico, collection « Un Petit livre d'Or », no 15; rééditions : 1959, Éditions des Deux coqs d'or, collection « Un Petit livre d'Argent », no 75; 1967, no 258; 1970, no 316
- 1950 : Sambo, le petit nègre[3], Helen Bannerman, Éditions Cocorico, collection « Un Petit livre d'Or », no 18; rééditions : 1952 : Sambo, le petit noir, no 18 , 1957, Éditions Deux coqs d'or, collection « Un Petit livre d'Argent », no 48; 1960, no 93; 1970, no 303
- 1950 : Le Petit Lapin turbulent, Ariane, traduction: Aimé Gabillon, Éditions Cocorico, collection « Un Petit livre d'Or », no 22; rééditions : 1957, Éditions des Deux coqs d'or, collection « Un Petit livre d'Argent », no 53; 1959, no 85; 1970, no 318
- 1950 : L'Ours brun, Georges Duplaix, Éditions Cocorico, collection « Un Petit livre d'Or », no 24; rééditions : 1963/64, Éditions des Deux coqs d'or, collection « Un Petit livre d'Argent », no 172; 1969, no 302 ; 1974/75, no 347
- 1951 : Le Petit Chien fantaisiste, Janette Sebring Lowrey, traduction: Aimé Gabillon, Éditions Cocorico, collection « Un Petit livre d'Or », no 30; réédition: 1962, Éditions des Deux coqs d'or, no 207; réédition: 1966, no 261; réédition: 1970, no 305
- 1952 : Le Petit Chaperon rouge, Jacob et Wilhelm Grimm, Éditions Cocorico, collection « Un Petit livre d'Or », no 34; rééditions : 1962, Éditions Deux coqs d'or, collection « Un Petit livre d'Argent », no 132; 1969, no 294
- 1953 : Poucette, Hans Christian Andersen, traduction: Aimé Gabillon, Éditions Cocorico, collection « Un Petit livre d'Or », no 55; réédition : 1962, Éditions Deux coqs d'or, collection « Un Petit livre d'Argent », no 129
- 1955 : L'Oie au plumage d'or, Hans Christian Andersen, traduction: Aimé Gabillon, Éditions Cocorico, collection « Un Petit livre d'Or », no 96; réédition: 1970, Éditions des Deux coqs d'or, no 316
- 1955 : Blanche Neige et Rouge-Rose, Jacob et Wilhelm Grimm, traduction: Aimé Gabillon, Éditions Cocorico, collection « Un Petit livre d'Or », no 104; rééditions : 1961, Éditions des Deux coqs d'or, collection « Un Petit livre d'Argent », no 120; 1967, no 256; 1970, no 307
- 1956 : Le Géant aux trois cheveux d'or, Jacob et Wilhelm Grimm, Éditions Cocorico, collection « Un Petit livre d'Argent », no 22
- 1956 : Jacques et le haricot géant, (auteur inconnu), Éditions Cocorico, collection « Un Petit livre d'Argent », no 29
- 1960 : Le Lion et la Souris, Jane Werner Watson, Éditions des Deux coqs d'or, collection « Un Petit livre d'Or », no 183
- 1961 : Un festin de lion, Katherine Jackson, Éditions des Deux coqs d'or, collection « Un Petit livre d'Or », no 204; réédition: 1964, collection « Un Petit livre d'Argent », no 184; 1970, collection « Un Petit livre d'Or », no 325
- 1965 : La Belle Aventure, Byron et Kathryn Jackson, Éditions des Deux coqs d'or, collection L'Étoile d'or, no 22, 244 p.; réédition: 1967
- 1967 : Contes de ma ferme, Kathryn et Byron Jackson, adaptation: Odile Pidoux, Éditions des Deux coqs d'or, collection L'Étoile d'or, no 68, 240 p.
- 1967 : Nouveaux contes de ma ferme, Kathryn et Byron Jackson, adaptation: Odile Pidoux, Éditions des Deux coqs d'or, collection L'Étoile d'or, no 71, 240 p.; réédition: 188 p., 1972